# Мураце (Болоња)
Мураце (итал. Murazze) је насеље у Италији у округу Болоња, региону Емилија-Ромања.
Према процени из 2011. у насељу је живело 39 становника. Насеље се налази на надморској висини од 189 м.